# Carex pseudoligulata
Carex pseudoligulata är en halvgräsart som beskrevs av Lun Kai Dai. Carex pseudoligulata ingår i släktet starrar, och familjen halvgräs. Inga underarter finns listade i Catalogue of Life.